# Magnac-Bourg
Magnac-Bourg är en kommun i departementet Haute-Vienne i regionen Nouvelle-Aquitaine i västra Frankrike. Kommunen ligger i kantonen Saint-Germain-les-Belles som tillhör arrondissementet Limoges. År 2022 hade Magnac-Bourg 1 115 invånare.

## Befolkningsutveckling
Antalet invånare i kommunen Magnac-Bourg
| Referens: INSEE |